# Johann I. (Braunschweig-Lüneburg)
Johann I. (* um 1242; † 13. Dezember 1277) war gemeinsam mit seinem Bruder Albrecht I. zweiter Herzog zu Braunschweig und Lüneburg bis zur Teilung des Herzogtums 1269 und erster Regent des neu geschaffenen Fürstentums Lüneburg.

## Leben
Nach dem Tode seines Vaters Otto I. übernahm Johann 1252 die Regierung des Herzogtums Braunschweig-Lüneburg gemeinsam mit seinem älteren Bruder Albrecht. Im Jahr 1267 wurde ein Teilungsvertrag zwischen den Brüdern geschlossen, der 1269 vollzogen wurde. Johann erhielt das Lüneburger Land mit der Stadt Hannover und dem Land zwischen Deister und Leine, Albrecht das Land um Braunschweig und Wolfenbüttel mit Gebieten in Calenberg und um Göttingen. Johann begründete damit das sogenannte „Ältere Haus Lüneburg“, sein Bruder das „Ältere Haus Braunschweig“. Durch eine Fehde mit den Grafen von Schwerin gelang es ihm, die Eigentumsrechte an der Siedlung Uelzen zu erwerben, der er 1270 die Stadtrechte verlieh. 1273 überließ er der Stadt Lüneburg das Monopol auf den Salzhandel im Fürstentum und stärkte damit wesentlich die wirtschaftliche Entwicklung der Stadt. Johann wurde im Kloster St. Michaelis in Lüneburg begraben.

## Nachkommen
Herzog Johann heiratete im Jahr 1265 Liutgard von Holstein († nach 1289), Tochter des Grafen Gerhard I. von Itzehoe. Aus dieser Ehe gingen folgende Kinder hervor:
- Otto II. der Strenge (1266–1330) ⚭ 1288 Prinzessin Mathilde von Bayern († 1319)
- Mathilde († nach 1301) ⚭ 1291 Fürst Heinrich I. von Werle († 1291)
- Elisabeth († vor 1298) ⚭ 1294 Graf Johann von Oldenburg († 1316)
- Helene ⚭ Graf Konrad III. von Wernigerode
- Agnes († um 1314) ⚭ Graf Werner I. von Hadmersleben († 1292)